# Doncourt-lès-Longuyon
 Doncourt-lès-Longuyon  es una población y comuna francesa, en la región de Lorena, departamento de Meurthe y Mosela, en el distrito de Briey y cantón de Longuyon.

## Historia

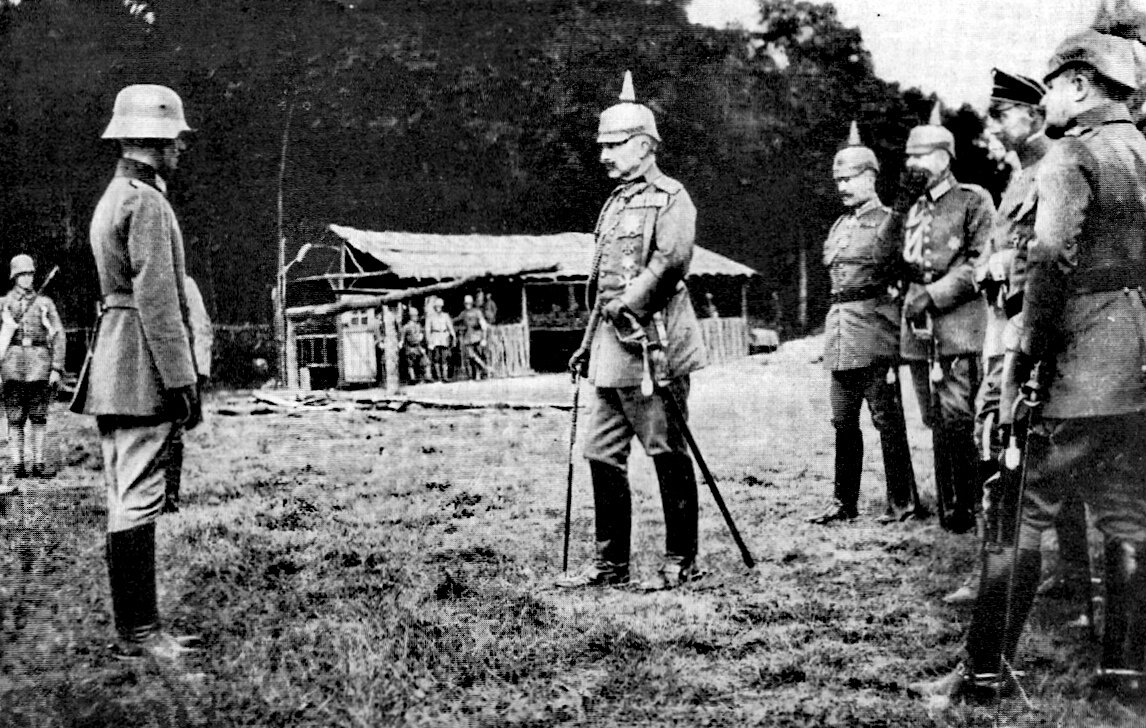
Rohr se encuentra con el Empereur

Durante la Primera Guerra Mundial el bosque de Doncourt se convirtió en el campo de entrenamiento del "Sturm-Bataillon Nr. 5 (Rohr)". Esta fue la única unidad militar que debe su nombre a su comandante durante la guerra. El emperador alemán visitó Willy Rohr y su batallón en 14 de agosto de 1916.

## Demografía
| 418 | 325 | 339 | 302 | 241 | 239 |
| Para los censos de 1962 a 1999 la población legal corresponde a la población sin duplicidades (Fuente: INSEE [Consultar]) |     |     |     |     |     |